# Gabela
Gabela je naseljeno mjesto u gradu Čapljini, Federacija BiH, BiH.

## Zemljopis
Nalazi se na obali Neretve uz samu granicu s Hrvatskom.

## Povijest
Neki stručnjaci tvrde da je to područje na kojem se nalazila Troja. Iako teoriju povjesničara Meksikanca Roberta Salinasa Pricea znanstvena zajednica nije nikada prihvatila, on u knjizi "Homerova slijepa publika" 1985. navodi kako se ovo područje sa svojim zemljopisnim značajkama uklapa u drevnu priču o Troji. Svoju teoriju o Troji u Gabeli dodatno pojašnjava u knjizi "Homerov zemljopisni atlas" 1992. U njoj navodi da je Troja obuhvaćala Hercegovinu i dio Dalmacije te da je glavni grad zapravo Daorson, (gradina kod Stoca), a kao njezin sveti grad Ilios navodi Gabelu. 
1910. godine u Gabeli je živjelo 1053 žitelja, a na mjestu današnjega naselja je opstojalo srednjovjekovno naselje, koje se do druge polovice 15. stoljeća nazivalo imenom Drijeva. Postoje izvori koji mjesto spominju u ugovoru između velikoga župana Nemanje i Dubrovačke Republike 1186. godine. Taj ugovor ujedno je i prvi pisani spomen Drijeve. Gabela je spomenuta pod tim nazivom 1399. godine, ali se ime ustalilo u XV. stoljeću. Osmanlijsko Carstvo zauzima 1529. Gabelu, te na desnoj obali Neretve podiže obrambeni utvrđeni sustav. 1693. Gabela dolazi pod vlast Mletačke Republike. Pod Mlecima ostaje do 1715. kada oni mjesto dižu u zrak, a 1718. i formalno dolazi natrag pod vlast Osmanlija. Nova granica je ustanovljena između Metkovića i Gabele oko kilometar iznad Metkovića.

## Stanovništvo

### Popisi 1971. – 1991.
| Gabela             |                |                |                |
| godina popisa      | 1991.          | 1981.          | 1971.          |
| Hrvati             | 2046 (83,85 %) | 2007 (79,70 %) | 1615 (77,79 %) |
| Srbi               | 324 (13,27 %)  | 377 (14,97 %)  | 435 (20,95 %)  |
| Muslimani          | 32 (1,31 %)    | 38 (1,50 %)    | 9 (0,43 %)     |
| Jugoslaveni        | 24 (0,98 %)    | 90 (3,57 %)    | 11 (0,52 %)    |
| ostali i nepoznato | 14 (0,57 %)    | 6 (0,23 %)     | 6 (0,28 %)     |
| ukupno             | 2440           | 2518           | 2076           |

### Popis 2013.
| Gabela             |                |
| godina popisa      | 2013.          |
| Hrvati             | 2234 (96,50 %) |
| Srbi               | 68 (2,94 %)    |
| Bošnjaci           | 5 (0,22 %)     |
| ostali i nepoznato | 8 (0,35 %)     |
| ukupno             | 2315           |

## Gospodarstvo
Stanovništvo se pretežito bavi poljoprivredom (povrće, voće i vinova loza).
Prije rata duhan je bila jedna od glavnih poljoprivrednih kultura.

## Kultura
Kroz povijest su djelovala mnoga kulturno umjetnička društva. Među njima je najpoznatije bilo društvo Sv. Ante koje je djelovalo od 1918. do 1944. Trenutačno djeluje HKUD Drijeva, osnovano 9. veljače 2007. koje ima oko 70 članova u 5 sekcija: muška klapa Stjepan, muška bećarska skupina Trojani, ženska bećarska skupina Neve, folklorna sekcija, te mandolinska sekcija.

## Promet
U Gabeli je od 1901. do 1966. bilo čvorište željezničke pruge Sarajevo – Metković (Ploče) i željezničke pruge Gabela – Zelenika s odvojkom prema Dubrovniku. 
Kolodvor je imao u početku prizemnu staničnu zgradu koja je naknadno podignuta na kat, 6 kolosijeka te slijepi kolosijek za utovar i istovar robe. Postojala je i vodosprema i skladište ugljena za snabdijevanje lokomotiva te robno skladište. U Gabeli su stajali svi putnički i brzi vlakovi jer je tu bio prijelaz putnika prema Metkoviću. Puštanjem u promet pruge normalnog kolosijeka, kolodvor u Gabeli gubi na važnosti, a prijelaz putnika se nastavljao obavljati u Čapljini.

## Šport
U Gabeli djeluje nogometni klub GOŠK Gabela koji se natječe u Premijer ligi BIH. Memorijalni turnir Andrija Anković održava se od 1991.

## Znamenitosti
- Arheološko područje Gabela, ostatci staroga grada o kojem sigurni podatci postoje od 1559. godine, unutar kojega se nalazi kamena ploča s likom lava, simbola Mletačke republike, iz vremena 1693. - 1715., kada je Gabela bila u njihovu posjedu. Kompleks je nacionalni spomenik Bosne i Hercegovine.
- Graditeljska cjelina crkve Uspenija Presvete Bogorodice, nacionalni spomenik Bosne i Hercegovine

## Poznate osobe
- Matija Prskalo, hrvatska glumica
- Nikica Jelavić, hrvatski nogometaš
- Andrija Anković, hrvatski nogometaš i trener
- Dragan Šimović, hrvatski književnik i novinar

## Galerija
- Kula Đerđelez
- Kula u starom gradu
- Mletački lav u starom gradu
- Ruševine starog grada
- Most

## Vanjske poveznice
- gabela-online  Arhivirana inačica izvorne stranice od 30. siječnja 2012. (Wayback Machine)
- Satelitska snimka  Arhivirana inačica izvorne stranice od 27. veljače 2014. (Wayback Machine)
- Fotografije  Arhivirana inačica izvorne stranice od 23. lipnja 2011. (Wayback Machine)
- Mapa